# ميت الخير
ميت الخير إحدى قرى مركز بسيون التابع لمحافظة الغربية بجمهورية مصر العربية. 

## التاريخ
ميت الخير قرية قديمة كانت تسمى طنبول ألغيت وحدتها المستقلة في الروك الصلاحي الذي أحصاه ابن مماتي في كتاب قوانين الدواوين وأضيف إلى قرية أسديمة وبقيت تتبعها حتى فصلت عنها في سنة 1273 هجري باسمها الحالي.

## السكان
بلغ عدد سكان ميت الخير 5763 نسمة حسب تقدير عام 2018.
| السنة  | 1897 | 1907 | 1927 | 1947 | 1960 | 1976 | 1986 | 1996 | 2006  | 2018 |
| ------ | ---- | ---- | ---- | ---- | ---- | ---- | ---- | ---- | ----- | ---- |
| القرية | 625  | 694  | 425  | 391  | 893  | 1221 | 1880 | 2064 | 2,393 | 5763 |